# Ataque de Medway
El ataque de Medway, también llamado batalla de Medway o batalla de Chatham, fue un exitoso ataque holandés contra los barcos más grandes que tenía la Marina Real británica anclados en su base principal de Chatham y Gillingham en el condado de Kent entre el 6 y 14 de junio de 1667. El ataque fue parte de la segunda guerra anglo-holandesa, que fue un conflicto armado entre Inglaterra y las Provincias Unidas de los Países Bajos durante la segunda mitad del siglo XVII. Las dos potencias marítimas continuaron chocando en los mismos mares que en el anterior conflicto. En el momento del ataque, se suponía que la fortaleza del castillo de Upnor y una cadena de barrera llamada "línea Gillingham" protegerían a los barcos ingleses.
Los holandeses, bajo el mando nominal de Willem Joseph van Ghent y el teniente almirante Michiel de Ruyter, durante varios días bombardearon y capturaron la ciudad de Sheerness, navegaron por el estuario del Támesis hasta Gravesend, luego navegaron por el río Medway hasta Chatham y Gillingham, donde atacaron fortificaciones con fuego de cañón, quemaron o capturaron tres buques capitales y diez barcos de línea más, y capturaron y remolcaron el buque insignia de la flota inglesa, el HMS Royal Charles.
Políticamente, la incursión fue desastrosa para los planes de guerra de Carlos II de Inglaterra. Esta derrota humillante para los ingleses condujo a un final rápido de la guerra y a una paz favorable para los holandeses e impulsó la firma, dos semanas después, del Tratado de Breda, cuyas negociaciones se encontraban estancadas desde marzo de ese mismo año. Fue una de las peores derrotas en la historia de la Marina Real británica y una de las peores sufridas por el ejército británico. Horace George Franks la llamó la "derrota más grave que jamás haya tenido en sus aguas nacionales".

## Antecedentes
En 1661 Carlos II de Inglaterra se casó con Catalina de Braganza. La princesa aportaba con su dote Bombay y Tánger, y prácticamente ofrecía a su esposo la tutela y todas las garantías económicas del Imperio portugués (Portugal se hallaba en plena guerra de la independencia con España). En 1664 chocaron violentamente en las costas del golfo de Guinea, donde se disputaban la captura de esclavos negros para venderlos en las Antillas. En el mismo año los colonos de Nueva Inglaterra conquistaban la ciudad de Nueva Ámsterdam, que fue rebautizada como Nueva York.

## Batalla

### Preparativos
En 1665 ambos países se declararon la guerra formalmente. El almirante holandés Michiel de Ruyter obtuvo una resonante victoria en la batalla de los Cuatro Días que coincidió con acontecimientos especialmente adversos en Londres: en 1665 una gran peste y en 1666 el denominado Gran Incendio de Londres.
El 17 de mayo, la escuadra del Almirantazgo de Róterdam con De Ruyter zarpó hacia Texel para unirse a las de Ámsterdam y el Norte. Al enterarse de que la escuadra de Frisia aún no estaba lista debido a problemas de reclutamiento (el reclutamiento estaba prohibido en la República), partió hacia Schooneveld, frente a la costa holandesa, para unirse a la escuadra de Zelanda que, sin embargo, sufría problemas similares. De Ruyter partió entonces hacia el Támesis el 4 de junio (según el antiguo estilo utilizado por los ingleses, los holandeses en ese momento usaban oficialmente las fechas del nuevo estilo) con 62 fragatas o navíos de línea, unos quince barcos más ligeros y doce brulotes, cuando el viento giró al este. La flota se reorganizó en tres escuadrones: el primero estaba comandado por el propio De Ruyter, con el vicealmirante Johan de Liefde y el contralmirante Jan Jansse van Nes; el segundo estaba comandado por el teniente almirante Aert Jansse van Nes con el vicealmirante Enno Doedes Star y el contralmirante Willem van der Zaan; el tercero estaba comandado por el teniente almirante barón Willem Joseph van Ghent con el teniente almirante Jan van Meppel en subcomando y los vicealmirantes Isaac Sweers y Volckert Schram y los contralmirantes David Vlugh y Jan Gideonsz Verburgh. El tercer escuadrón tenía así efectivamente un segundo grupo de comandantes; esto se hizo para utilizarlos como oficiales de bandera de una fuerza especial de desembarco de fragatas, que se formaría a la llegada y que estaría encabezada por el coronel y teniente almirante Van Ghent, en la fragata Agatha. El barón Van Ghent era de hecho el verdadero comandante de la expedición y había realizado toda la planificación operativa, ya que había sido el antiguo comandante del Cuerpo de Marines holandés (el primer cuerpo de la historia especializado en operaciones anfibias) que ahora estaba dirigido por el coronel inglés Thomas Dolman.

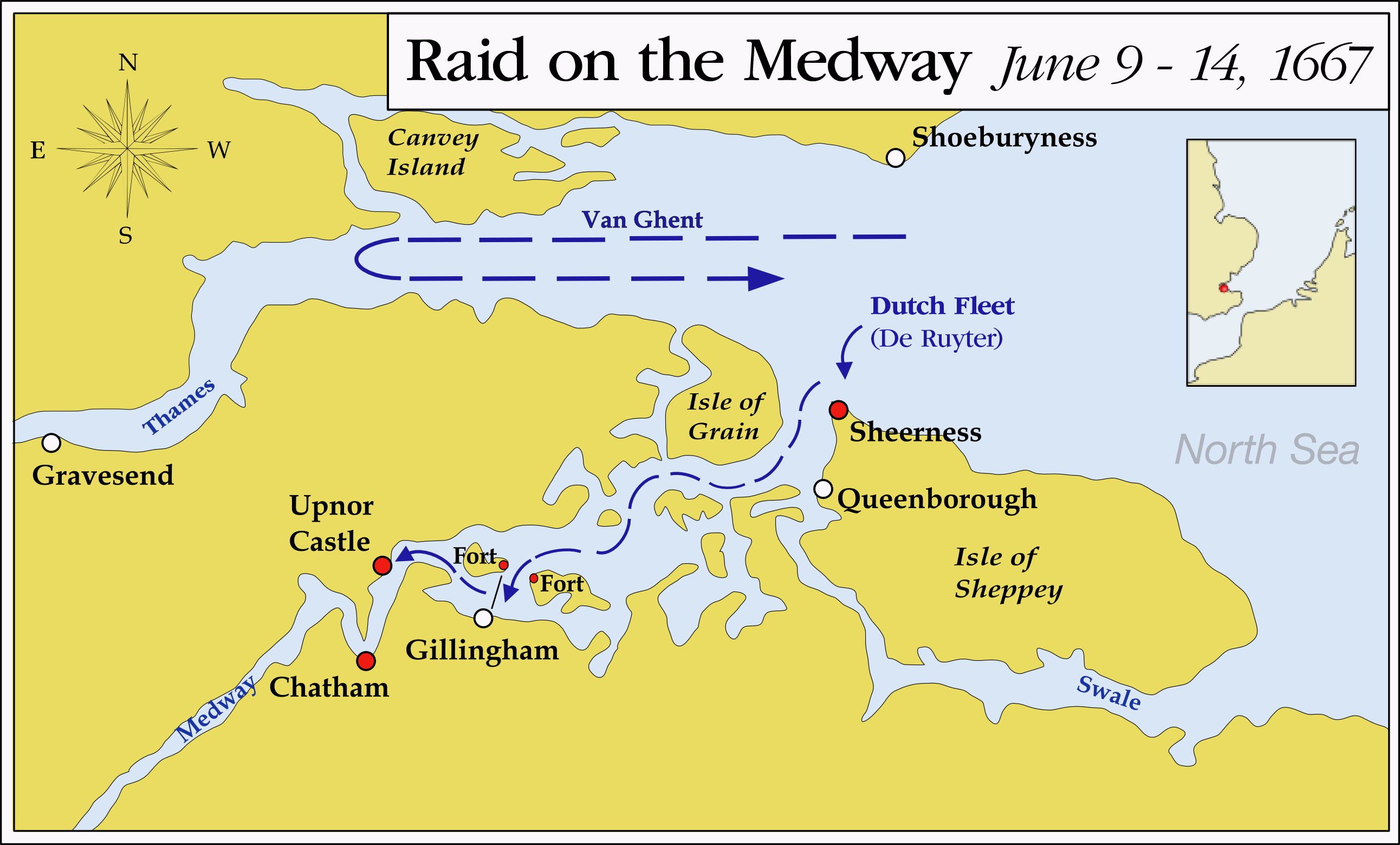
Mapa de la batalla (en inglés)

El 6 de junio, un banco de niebla se disipó y dejó al descubierto la fuerza de tarea holandesa, navegando hacia la desembocadura del Támesis. El 7 de junio, Cornelis de Witt reveló sus instrucciones secretas de los Estados Generales de los Países Bajos, escritas el 20 de mayo, en presencia de todos los comandantes. Hubo tantas objeciones, mientras que la única contribución sustancial de De Ruyter a la discusión fue "bevelen zijn bevelen" ("órdenes son órdenes"), que Cornelis, después de retirarse a su camarote a altas horas de la noche, escribió en su informe diario que no estaba del todo seguro de que le obedecieran. Sin embargo, al día siguiente se supo que la mayoría de los oficiales iban a vivir una pequeña aventura; acababan de dar su opinión profesional para que constara en acta, de modo que pudieran culpar a los políticos si toda la empresa terminaba en desastre. Ese día se intentó capturar una flota de veinte mercantes ingleses avistados más arriba del Támesis en dirección a Londres, pero fracasó ya que huyeron hacia el oeste, más allá de Gravesend.
El ataque pilló desprevenidos a los ingleses. No se habían hecho preparativos serios para una eventualidad de ese tipo, aunque la extensa red de espionaje inglesa había dado amplias advertencias. La mayoría de las fragatas se habían reunido en escuadrones en Harwich y en Escocia, dejando la zona de Londres protegida por sólo un pequeño número de barcos activos, la mayoría de ellos presas capturadas anteriormente en la guerra a los holandeses. Como medida adicional de economía, el 24 de marzo Jacobo II de Inglaterra había ordenado la baja de la mayoría de las tripulaciones de los buques apresados, dejando sólo tres barcos de guardia en el río Medway; en compensación, la tripulación de uno de ellos, la fragata Unity (antigua Eendracht, el primer barco capturado a los holandeses en 1665, del corsario Cornelis Evertsen el Joven) se aumentó de cuarenta a sesenta; también se aumentó el número de brulotes de uno a tres. Además, se prepararon treinta grandes balandras para remar a cualquier barco a salvo en caso de emergencia. Sir William Coventry declaró que era muy improbable que los holandeses desembarcaran cerca de Londres; como mucho, para reforzar su moral, los holandeses lanzarían un ataque simbólico contra algún objetivo de tamaño medio y expuesto como Harwich, lugar que, por tanto, había sido fuertemente fortificado en primavera. No había una línea de mando clara y la mayoría de las autoridades responsables daban órdenes apresuradas sin molestarse en coordinarlas primero.
Como resultado, hubo mucha confusión. Carlos no tomó el asunto en sus propias manos, y se dejó llevar principalmente por la opinión de los demás. La moral inglesa estaba baja. Como no habían cobrado su sueldo durante meses o incluso años, la mayoría de los marineros y soldados no estaban muy entusiasmados con arriesgar sus vidas. Inglaterra sólo tenía un pequeño ejército y las pocas unidades disponibles se dispersaron porque las intenciones holandesas no estaban claras. Esto explica por qué no se tomaron contramedidas efectivas, aunque los holandeses tardaron unos cinco días en llegar a Chatham, maniobrando lentamente a través de los bancos de arena, dejando atrás los barcos más pesados como fuerza de cobertura. Sólo podían avanzar a saltos cuando la marea era favorable.

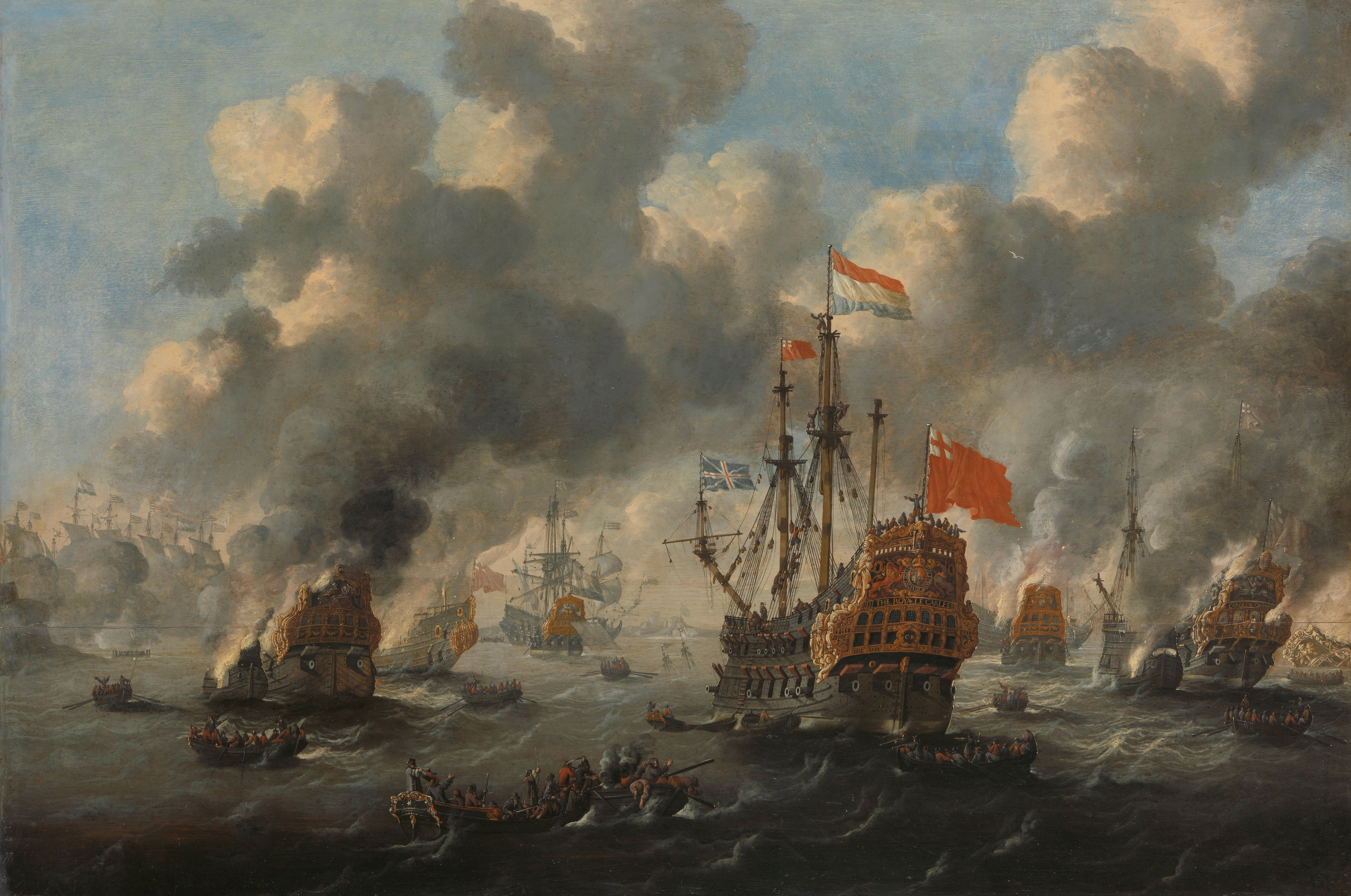
El incendio de la flota inglesa frente a Chatham, 20 de junio de 1667, probablemente pintado por Willem van de Velde el Joven

Después de dar la alarma el 6 de junio en el Astillero de Chatham, el Comisionado Peter Pett no parece haber tomado ninguna otra medida hasta el 9 de junio cuando, a última hora de la tarde, una flota de unos treinta barcos holandeses fue avistada en el Támesis frente a Sheerness. En este punto, el Comisionado buscó inmediatamente la ayuda del Almirantazgo británico, enviando un mensaje pesimista a la Junta de la Marina, lamentando la ausencia de los altos funcionarios de la Marina cuya ayuda y consejo creía que necesitaba. Los treinta barcos eran los del escuadrón de fragatas de Van Ghent. La flota holandesa transportaba alrededor de mil marines y se enviaron grupos de desembarco a la isla Canvey en Essex y enfrente, en el lado de Kent, en Sheerness. Estos hombres tenían órdenes estrictas de Cornelis de Witt de no saquear, ya que los holandeses querían avergonzar a los ingleses cuyas tropas habían saqueado Terschelling durante la Hoguera de Holmes en agosto de 1666. Sin embargo, la tripulación del capitán Jan van Brakel no pudo controlarse. Los ingleses los expulsaron y se encontraron bajo la amenaza de un severo castigo si regresaban a la flota holandesa. Van Brakel se ofreció a liderar el ataque al día siguiente para evitar la sanción.
El 8 de junio, Carlos ordenó a Aubrey de Vere ,conde de Oxford, que movilizara a la milicia de todos los condados de los alrededores de Londres; también se debían utilizar todas las barcazas disponibles para tender un puente de barco sobre el Bajo Támesis, de modo que la caballería inglesa pudiera cambiar rápidamente de posición de una orilla a la otra. El vicealmirante Sir Edward Spragge se enteró el 9 de junio de que un grupo de asalto holandés había desembarcado en la isla de Grain (una península donde el río Medway, en Kent, se encuentra con el río Támesis). Se enviaron mosqueteros de la guarnición de Sheerness, situada enfrente, para investigar.
Sólo en la tarde del 10 de junio, Carlos dio instrucciones al almirante George Monck, duque de Albemarle, para que fuera a Chatham a hacerse cargo de los asuntos, y tres días después ordenó al almirante Ruperto del Rin que organizara las defensas en Woolwich. Albemarle fue primero a Gravesend, donde observó con consternación que allí y en Tilbury sólo había unos pocos cañones, demasiado pocos para detener un posible avance holandés sobre el Támesis. Para evitar tal desastre, ordenó que toda la artillería disponible de la capital se posicionara en Gravesend. El 11 de junio (estilo antiguo) fue a Chatham, esperando que el lugar estuviera bien preparado para un ataque. Dos miembros de la Junta de la Marina, Sir John Mennes y Lord Henry Brouncker, ya habían viajado allí el mismo día. Sin embargo, cuando Albemarle llegó, encontró sólo a doce de los ochocientos hombres del astillero esperados y estos estaban en estado de pánico; De las treinta balandras, sólo diez estaban presentes, pues las otras veinte habían sido utilizadas para evacuar las pertenencias personales de varios funcionarios, como las maquetas de barcos de Pett. No había municiones ni pólvora disponibles y la cadena de hierro de quince centímetros de espesor construida como barrera de navegación a través del Medway aún no había sido protegida por baterías. Este sistema de cadena se había construido durante la guerra civil inglesa para repeler un posible ataque de la flota realista, en sustitución de versiones anteriores, la primera databa de 1585. Albemarle ordenó inmediatamente que la artillería se trasladara de Gravesend a Chatham, lo que llevaría un día.

### Ataque

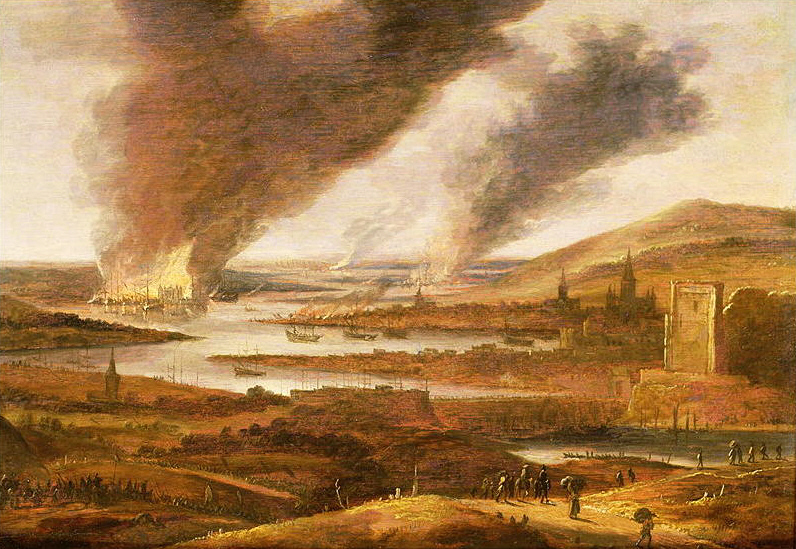
Una fotografía de Willem Schellincks del ataque. La vista es desde el sur. A la izquierda, el castillo de Upnor se recorta contra las llamas; en el lado opuesto del río, más al frente, el astillero en llamas de Chatham. Al norte se ve el incendio cerca de la cadena y en el horizonte las ruinas del fuerte de Sheerness aún humean.

La flota holandesa llegó a la isla de Sheppey el 10 de junio y lanzó un ataque contra el incompleto fuerte de Garrison Point. El capitán Jan van Brakel en Vrede, ("paz") seguido por otros dos buques de guerra, navegó lo más cerca posible del fuerte para atacarlo con fuego de cañón. Sir Edward Spragge estaba al mando de los barcos anclados en el río Medway y los que estaban frente a Sheerness, pero el único barco capaz de defenderse de los holandeses era la fragata Unity, que estaba estacionada frente al fuerte.
El Unity contaba con el apoyo de varios queches y brulotes en Garrison Point y del fuerte, donde se habían colocado a toda prisa dieciséis cañones. El Unity disparó una andanada, pero luego, al ser atacado por un brulote holandés, se retiró río arriba, seguido por los brulotes y queches ingleses. Los holandeses dispararon contra el fuerte; dos hombres resultaron heridos. Entonces se supo que no había ningún médico disponible y la mayoría de los soldados de la guarnición escocesa desertaron. Quedaron siete, pero su posición se volvió insostenible cuando unos 800 marines holandeses desembarcaron a una milla de distancia. Con Sheerness así perdido, sus cañones capturados por los holandeses y el edificio volado, Spragge navegó río arriba hacia Chatham en su yate Henrietta. Muchos oficiales estaban ahora reunidos allí: el propio Spragge, al día siguiente también Monck y varios hombres de la junta del almirantazgo. Todos dieron órdenes contrarias a las de los demás, de modo que reinó una absoluta confusión.
Como su artillería no llegaría pronto, Monck ordenó el día 11 que un escuadrón de caballería y una compañía de soldados reforzaran el castillo de Upnor. Se improvisaron rápidamente defensas fluviales con barcos bloqueadores hundidos, y la cadena a través del río fue protegida por baterías ligeras. Pett propuso que se hundieran varios barcos grandes y pequeños para bloquear el canal de Musselbank frente a la cadena. De esta manera se perdieron los grandes buques Golden Phoenix y House of Sweden (los antiguos barcos de la VOC Gulden Phenix y Huis van Swieten) y Welcome y Leicester y los más pequeños Constant John, Unicorn y John and Sarah; cuando Spragge demostró que esto era insuficiente, sondeando personalmente la profundidad de un segundo canal a pesar de las garantías de Pett, se les unieron Barbados Merchant, Dolphin, Edward and Eve, Hind y Fortune. Para hacer esto se utilizaron los hombres inicialmente destinados a los buques de guerra que se iban a proteger, por lo que los barcos más valiosos estaban básicamente sin tripulación. Estos barcos bloqueadores se colocaron en una posición más bien al este, en la línea Upchurch-Stoke, y no podían ser cubiertos por el fuego. Monck decidió entonces hundir también barcos bloqueadores en Upnor Reach, cerca del castillo de Upnor, presentando otra barrera a los holandeses en caso de que rompieran la cadena en Gillingham. La cadena defensiva colocada a lo largo del río había estado en su punto más bajo prácticamente unos tres metros bajo el agua entre sus etapas, debido a su peso, por lo que aún era posible que los barcos ligeros la pasaran. Se hicieron intentos de elevarla colocando etapas debajo de ella más cerca de la orilla.
Las posiciones de Charles V y Matthias (antiguos mercantes holandeses Carolus Quintus y Geldersche Ruyter), justo encima de la cadena, se ajustaron para permitirles apuntar sus andanadas hacia ella. El Monmouth también fue amarrado encima de la cadena, posicionado de modo que pudiera apuntar sus cañones hacia el espacio entre Charles V y Matthias. La fragata Marmaduke y Norway Merchant se hundieron sobre la cadena; el gran Sancta Maria (antiguo barco de la VOC Slot van Honingen de 70 cañones) se hundió mientras se movía con el mismo propósito. Pett también informó a Monck que el Royal Charles tenía que ser movido río arriba. El duque de York le había ordenado que lo hiciera el 27 de marzo, pero aún no había cumplido. Monck al principio se negó a poner a disposición algunas de sus pequeñas balandras, ya que eran necesarias para trasladar suministros; Cuando por fin encontró al capitán del Matthias dispuesto a ayudar, Pett le respondió que era demasiado tarde, ya que estaba ocupado hundiendo los barcos bloqueadores y, de todos modos, no había ningún piloto que se atreviera a correr semejante riesgo. Mientras tanto, las primeras fragatas holandesas que llegaron ya habían comenzado a alejar al Edward and Eve, despejando un canal al anochecer.

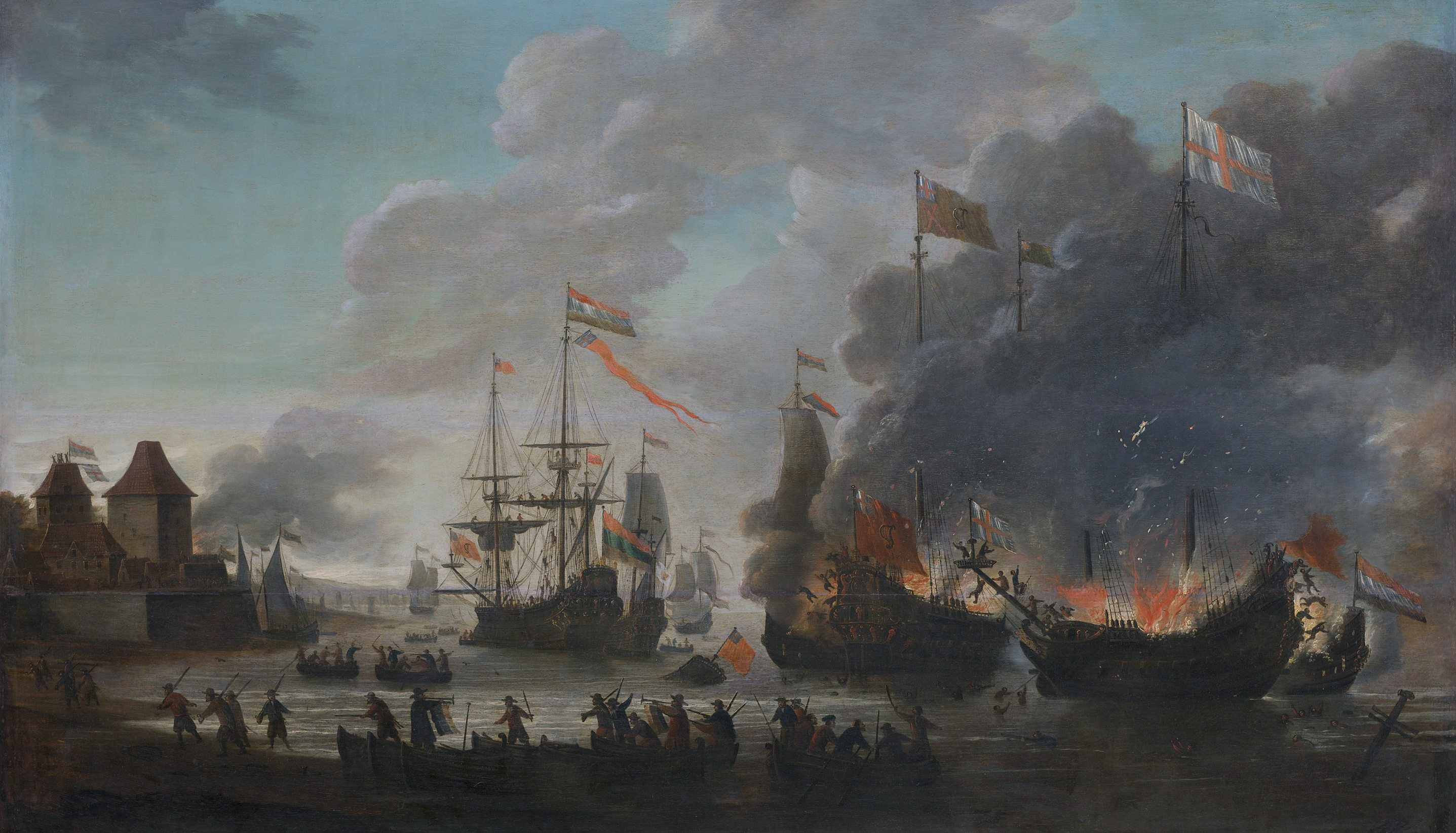
"Quema de barcos ingleses", de Jan van Leyden. Se muestran los acontecimientos ocurridos cerca de Gillingham: en el medio, el Royal Charles es capturado; a la derecha, Pro Patria y Schiedam prenden fuego a Matthias y Charles V.

El escuadrón de Van Ghent avanzó el 12 de junio por el río Medway y atacó las defensas inglesas en la cadena. Primero, Van Brakel tomó por asalto el Unity. Luego, el brulote Pro Patria, al mando del comandante Jan Daniëlsz van Rijn, rompió la cadena. Según el testigo ocular holandés Otto de Vooght y el historiador del siglo XVII Gerard Brandt, la cadena fue rota por un grupo de desembarco de ingenieros holandeses comandados por el contralmirante David Vlugh utilizando martillos. La versión tradicional más espectacular de los hechos se remonta a una obra de Joost van den Vondel.
El Matthias fue destruido por el fuego. Los brulotes Catharina y Schiedam atacaron al Charles V; el Catharina, al mando de Hendrik Hendriksz, fue hundido por las baterías de tierra, pero el Schiedam, al mando de Gerrit Andriesz Mak, incendió el Charles V; la tripulación fue capturada por Van Brakel. El Royal Charles, con sólo treinta cañones a bordo y abandonado por su escasa tripulación cuando vieron arder al Matthias, fue capturado por el irlandés Thomas Tobiasz, capitán de bandera del vicealmirante Johan de Liefde, y llevado a los Países Bajos a pesar de una marea desfavorable. Esto fue posible gracias a que se redujo su calado, inclinándolo ligeramente. Sólo el Monmouth logró escapar. Al ver el desastre, Monck ordenó hundir los dieciséis buques de guerra restantes más arriba para evitar que fueran capturados, lo que hizo un total de unos treinta barcos hundidos deliberadamente por los propios ingleses. Como satirizó Andrew Marvell:

Of all our navy none should now survive,
But that the ships themselves were taught to dive
("De toda nuestra armada, ninguna debería sobrevivir ahora,
Pero que a los propios barcos se les enseñara a bucear").

El 13 de junio, toda la ribera del Támesis, hasta Londres, estaba en estado de pánico (algunos difundieron el rumor de que los holandeses estaban en proceso de transportar un ejército francés desde Dunkerque para una invasión a gran escala) y muchos ciudadanos ricos huyeron de la ciudad, llevándose consigo sus posesiones más valiosas. Los holandeses continuaron su avance hacia los muelles de Chatham con los brulotes Delft, Rotterdam, Draak, Wapen van Londen, Gouden Appel y Princess, bajo el fuego inglés desde el castillo de Upnor y desde tres baterías costeras. Varias fragatas holandesas sofocaron el fuego inglés, sufriendo unas cuarenta bajas entre muertos y heridos. Tres de los mejores y más pesados buques de la marina, ya hundidos para evitar su captura, perecieron en el fuego: primero el Loyal London, incendiado por el Rotterdam bajo el mando de Cornelis Jacobsz van der Hoeven; luego el Royal James y finalmente el Royal Oak, que resistió los intentos de dos brulotes pero fue quemado por un tercero. Las tripulaciones inglesas abandonaron sus barcos medio inundados, en su mayoría sin luchar, con la notable excepción del capitán del ejército Archibald Douglas, del Scots Foot, que personalmente se negó a abandonar el Royal Oak y pereció en las llamas. El Monmouth escapó de nuevo. La incursión le costó a los ingleses cuatro de sus ocho barcos restantes con más de 75 cañones. Se perdieron tres de los cuatro barcos más grandes de la marina. El otro gran barco restante, el Royal Sovereign (el antiguo Sovereign of the Seas reconstruido como un barco de dos cubiertas), se conservó debido a que estaba en Portsmouth en ese momento. De Ruyter ahora se unió personalmente al escuadrón de Van Ghent.

## Consecuencias

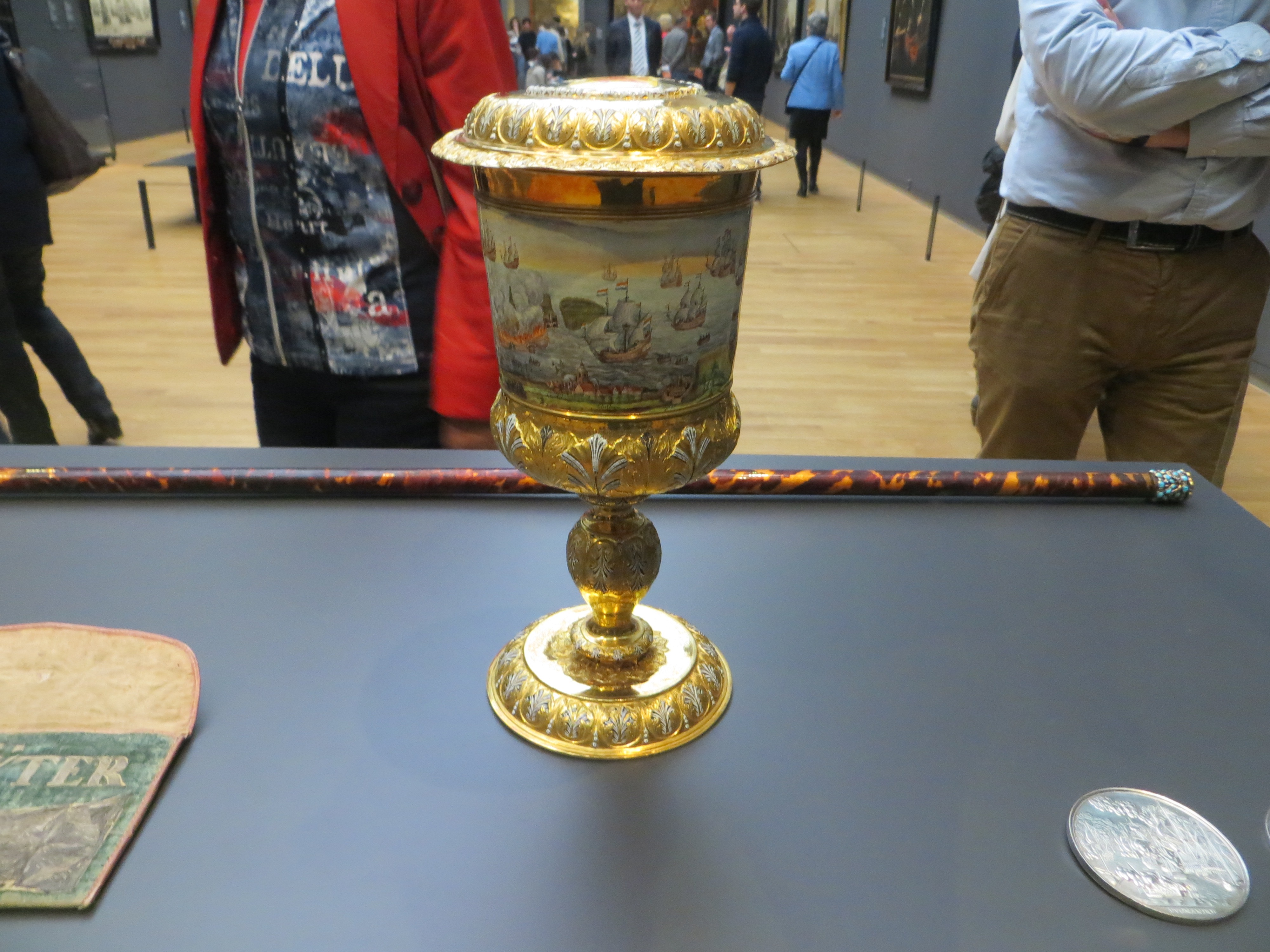
Michiel de Ruyter recibió esta intrincada copa como recompensa por la batalla de Medway en 1667. Se puede ver en el Rijksmuseum de Ámsterdam.

El funcionario del muelle John Norman estimó los daños causados por el ataque en unas 20.000 libras, aparte de los costes de sustitución de los cuatro buques capitales perdidos; la pérdida total de la Marina Real británica debe haber sido cercana a las 200.000 libras. Pett fue convertido en chivo expiatorio, rescatado por 5.000 libras y privado de su cargo, mientras que los que habían ignorado sus advertencias anteriores escaparon silenciosamente de cualquier culpa. El Royal Charles, el Royal Oak y el Loyal London fueron finalmente rescatados y reconstruidos, pero a un gran coste y cuando la City de Londres se negó a compartirlo, el rey Carlos hizo que el último barco cambiara su nombre a un simple London. Durante unos años, la flota inglesa se vio perjudicada por sus pérdidas durante el ataque, pero alrededor de 1670 un nuevo programa de construcción había restaurado la fuerza anterior de la Armada inglesa.

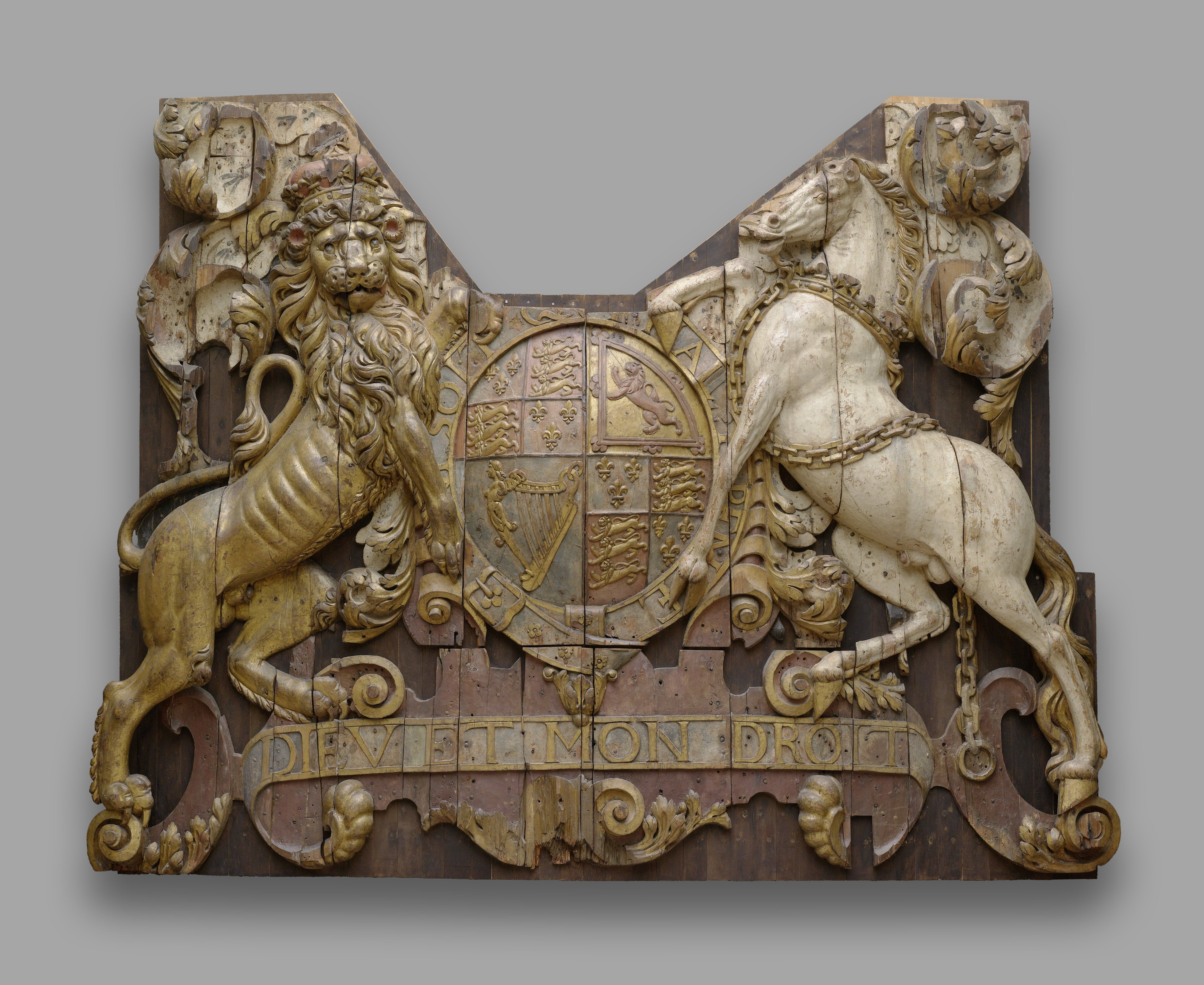
Pieza de la austeridad del rey Carlos en el Rijksmuseum de Ámsterdam

El asalto al río Medway fue un duro golpe para la reputación de la corona inglesa. Carlos se sintió personalmente ofendido por el hecho de que los holandeses hubieran atacado mientras él había atracado su flota y las negociaciones de paz estaban en curso. Su resentimiento fue una de las causas de la tercera guerra anglo-neerlandesa, ya que le hizo firmar el secreto Tratado de Dover con el rey Luis XIV de Francia. En el siglo XIX, varios escritores británicos ampliaron este tema al sugerir que habían sido los holandeses quienes habían pedido la paz después de sus derrotas en 1666, aunque de hecho estas los habían vuelto, en todo caso, más beligerantes, y que solo atacando traicioneramente a los ingleses habían podido obtener una victoria; un ejemplo de esto es When London Burned, escrito por el novelista GA Henty en 1895. A corto plazo, el Lord canciller, Edward Hyde, fue convertido en el chivo expiatorio, destituido y obligado a exiliarse.
Las pérdidas totales de los holandeses fueron ocho brulotes y unas cincuenta bajas. En la República, el pueblo estaba jubiloso tras la victoria; se celebraron muchas festividades, que se repitieron cuando la flota regresó en octubre, y los diversos almirantes fueron aclamados como héroes. Fueron recompensados con una avalancha de elogios y se les concedieron cadenas de oro honorarias y pensiones de los Estados Generales y los Estados menores de las Provincias; De Ruyter, Cornelis de Witt y Van Ghent fueron honrados con preciosos cálices de oro esmaltados hechos por Nicolaes Lockeman, que representaban los acontecimientos. Cornelis de Witt hizo pintar un gran "Triunfo del mar", con él como tema principal, que se exhibió en el ayuntamiento de Dordt. Este triunfalismo de la facción de los Estados de De Witt provocó resentimiento con la facción rival orangista; Cuando el régimen de los Estados perdió su poder durante el Rampjaar de 1672, la cabeza de Cornelis debía ser tallada ceremoniosamente de la pintura, después de que Charles había insistido durante algunos años en que la imagen fuera removida.
El Royal Charles, que tenía un calado demasiado grande para ser utilizado en las aguas poco profundas de los Países Bajos, fue puesto permanentemente en dique seco cerca de Hellevoetsluis como atracción turística, y se organizaban excursiones de un día para grupos grandes, a menudo de invitados de estado extranjeros. Después de las vehementes protestas de Carlos de que esto insultaba su honor, las visitas oficiales se interrumpieron y el Royal Charles finalmente fue desguazado en 1672; sin embargo, parte de su espejo de popa, que ostentaba el escudo de armas con el león y el unicornio y la inscripción real Dieu et mon droit, se conservó porque Carlos había exigido anteriormente su eliminación y desde 1883 se exhibe en el sótano del Rijksmuseum de Ámsterdam.
El 14 de marzo de 2012, el espejo de popa fue transportado a Inglaterra a bordo del buque patrullero de la Armada Real de los Países Bajos, Holland, acompañado por el entonces príncipe heredero holandés Guillermo Alejandro de los Países Bajos, donde se exhibió, en comodato, en el Museo Marítimo Nacional inglés de Greenwich como parte de la exposición Royal River: Power, Pageantry and the Thames celebrada con motivo del Jubileo de Diamante de Isabel II.